# Roomie
Roomie為臺灣女子音樂組合，團名為室友英文Roommates的暱稱，象徵全部團員相親相愛，感情就像室友一樣親密沒有距離，2011年發布出道單曲《so long》舞蹈影片，專業舞蹈歌唱實力，被網友認為「這才是台灣女團應有的水準」。但2013年因經紀公司藝墨文化改組縮編而解散。
現在米非為小男孩樂團主唱，林采欣為solo歌手，安柏兒為前音樂組合AMYO主唱，林珈安為演員，凱悌已退出演藝圈。

## 介紹
Roomie為台灣首支「自創品牌概念團體」，公司讓他們主導團名、尋找團員及企劃，並參與編舞及創作。凱悌與安柏兒為原始團員，於2008年組隊參加AVEX於日本舉辦的「avex world audition」舞蹈大賽，獲得亞軍及公司賞識，與其簽約。自此她們便開始尋找團員，幾經磨合更換，最終確定為陳玫希、林采欣、林珈安。
2011年底，AVEX中國大陸分公司解散，台灣分公司也進行改組，Roomie與AVEX解約。
2012年5月推出迷你專輯，簽給郭台銘兒子郭守正旗下成立經紀公司藝墨文化。
2013年5月14日，Roomie官方臉書表示：凱悌因個人的生涯與工作規劃，已於日前退出Roomie，改組為四人制女子團體。推估於2013年4-5月，所屬藝墨文化經紀管理部低調解散
2013年7月17日，Roomie官方臉書宣布：Roomie官方FB粉絲專頁於2013/7/20正式關閉，正式宣告解散。

## 成員

### 貝貝 Rebecca／林采欣
- 貝貝唯一個人管理專頁  FB粉絲專頁：林采欣 Bae ( https://www.facebook.com/LinTsaiHsin.Bae （页面存档备份，存于） )
- 本名：林貝芳
- 英文名：Rebecca
- 生日：1986年5月20日
- 經歷：

2004年11月演唱〈火線任務電視原聲帶〉─《堅持》、《為了你》
2004年12月演唱〈家有菲菲電視原聲帶〉─《你的好》
2005年7月演唱〈海豚愛上貓電視原聲帶〉─《心牆》
2008年中華職棒統一7-ELEVEn獅啦啦隊成員之一
2009年9月於獨立音樂團體T-Work合輯〈我要自己加油〉發表兩首創作曲─《She is a model》（詞/唱）、《晴天的雨滴》（詞/曲/唱）
2011年拍攝中國〈蒙牛冰+芒果口味〉電視廣告
2011年8月拍攝〈Nikon D5100〉電視廣告
2012年1月演唱〈華麗的挑戰電視原聲帶〉─《愛你沒有太多理由》
2012年擔任Panasonic Beauty攜帶美容系列─音波電動牙刷代言人
2013年在三立都會台美味的想念飾演 陸貝貝
2013年5月參加中國大陸東方衛視《中國夢之聲》，通過上海終極試音會。
2013年7月7日，晉級12強失利，但雖敗由榮，一曲《心牆》唱出年輕世代的回憶，當場創下該時段CSM 46城收視率1.738％的最高峰，市場佔有率為8.46%。
2013年7月14日現場直播逆襲戰，在淘汰學員人氣票選中位列第4，獲得逆襲資格。第一輪以與吳斌、唐漢霄、趙曉好合作的自創曲《貝貝》挑戰許明明成功，第二輪以《精舞門》改編組曲挑戰艾菲失敗，於《中國夢之聲》以20強做收。
2015年5月7日起，在上海演出郭敬明作品小時代系列音樂劇，飾演林蕭一角。
201712月29日發行首張個人專輯《声優》。
2018年9月22日發行首張個人創作專輯《守夜人》。
- 《心牆》翻唱風波：

由林俊傑作曲、姚若龍填詞的《心牆》一曲，初期在網路上流傳時，演唱者遭誤植為郭靜，導致許多聽眾誤認郭靜為原唱，福茂唱片遂順水推舟，讓郭靜在2009年5月翻唱《心牆》，引發爭議。

#### 林采欣個人音樂作品
| 年份 | 曲名                                                | 作詞                                       | 作曲              | 發行公司 |
| 2004 | 堅持〈火線任務電視原聲帶〉                          | 黃慧儀                                     | Audio Mok         | 福茂唱片 |
| 2004 | 為了你feat.阿龐〈火線任務電視原聲帶〉               | 瑞業                                       | 余永錦            | 福茂唱片 |
| 2004 | 你的好〈家有菲菲電視原聲帶〉                        | 何厚華                                     | The Saddest World | 福茂唱片 |
| 2005 | 心牆〈海豚愛上貓電視原聲帶〉                        | 姚若龍                                     | 林俊傑            | 福茂唱片 |
| 2009 | She is a model                                      | 貝芳                                       | guess             |          |
| 2009 | 晴天的雨滴                                          | 貝芳                                       | 貝芳 、G-WAVE     |          |
| 2012 | 愛你沒有太多理由〈華麗的挑戰電視原聲帶〉            | Michie、劉源、游政豪、張簡君偉、Jerry Feng | 游政豪、張簡君偉  | avex     |
| 2013 | 傾城之雨〈收錄在我欣中的羅大佑專輯〉                | 羅大佑                                     | 羅大佑            | 海蝶音樂 |
| 2013 | 暗戀〈收錄在我欣中的羅大佑專輯〉                    | 羅大佑                                     | 羅大佑            | 海蝶音樂 |
| 2013 | 如今才是唯一feat.孫自佑〈收錄在我欣中的羅大佑專輯〉 | 羅大佑                                     | 羅大佑            | 海蝶音樂 |
| 2013 | 愛上你不奇怪feat.唐從聖                             | 唐從聖                                     | 唐從聖            | 滾石唱片 |
| 2015 | 不遇見feat.梁心頤,劉思涵,潘辰〈小時代音樂劇主題曲〉 | 吳斌、唐漢霄、段思思                       | 唐漢霄            | 華春演藝 |
| 2016 | 一秒時光《是！尚先生》片尾曲                        | 吳斌                                       | 霍尊              | 種子音樂 |
| 2016 | 就是這樣《是！尚先生》插曲                          | 吳斌                                       | 吳斌              |          |
| 2016 | 來不及再見〈動畫電影「精靈王座」推廣曲〉            | 吳斌                                       | 林昀辰            | 米粒影業 |

### 米非Mify／陳玫希
2004年中廣流行之星優勝「最佳舞台魅力獎」
並曾在大知樹排練場擔任舞蹈老師，其歌唱、舞蹈能力均具有專業水準。
期間曾因教舞課程密集、且需要大聲嘶喊，一度喉嚨長繭，演唱到某個音高便破音，對歌唱失去信心。調整課程密度、轉變上課型態的一年後，在家人的鼓勵下，漸漸復原並拾回信心。
2008年，在同為華岡藝校校友的凱悌及安柏兒的邀約下，加入愛貝克思儲備女子團體，即為Roomie雛形。
2012年1月演唱〈華麗的挑戰電視原聲帶〉─《未來》
2012年擔任Panasonic Beauty攜帶美容系列─美甲卸甲器代言人
2013年因經紀公司解散後，加入媒關係樂團MEC Band擔任Lead vocal
2013年8月7日到8月9號陳玫希和媒關係樂團MEC Band台北圓環連續舉辦三場小型live band演唱，並邀請特別嘉賓安柏兒、林采欣同台演唱Roomie出道曲《So Long》。
2013年9月和媒關係樂團MEC band參加「音樂無界 夢想海闊天空 軒尼詩V.S.O.P & Sony Music 2013網路選秀大賽」進入10強 ，晉級決賽。
2013年12月28日媒關係樂團MEC band在台北阪急百貨音樂花房和Artie 阿堤聯合演唱。
2013年12月31日台北大直美麗華2014「動次！動次！極限跨年PA」和安柏兒一同演唱。
- 詳細請見米非

#### 米非個人音樂作品
| 年份 | 曲名                         | 作詞               | 作曲   | 發行公司 |
| 2012 | 未來〈華麗的挑戰電視原聲帶〉 | 游政豪、Jerry Feng | 游政豪 | avex     |

### 安柏兒 Amber／游心惠
- 英文名：Amber
- 綽號：Amber、安柏、游安柏
- 本名：游心惠
- 生日：1988年2月1日

2008年擔任少女流行雜誌〈COCO〉平面模特兒
2008年和當時的學姊凱悌組團去參加[2008年日本AVEX全球徵選比賽]代表台灣赴東京決賽，得全球舞蹈組第二名
2011年 ROOMIE發行首支數位單曲《So Long》
2011年 ROOMIE發行數位單曲《妳懂》
2012年1月演唱〈華麗的挑戰電視原聲帶〉─《一場微醺》
2012年 ROOMIE發行首張迷你專輯《Super Lover》Super Lover
2012年 ROOMIE發行首張迷你專輯《Super Lover》愛我像從前一樣
2012年擔任Panasonic Beauty攜帶美容系列─美體刀代言人
2013年和孫尤安組成CANNA進行活動
2013年安柏兒演唱由王珞丹主演每日C微電影《鮮我奇緣》的主題曲《夢不一樣》，由方文山作詞，
2013年12月31日台北大直美麗華2014「動次！動次！極限跨年PA」和陳玫希一同演唱。
2016年和孫尤安加盟艾克斯娛樂。
2017年和孫尤安以AMYO組合形式發行首張EP《說破》。

#### 安柏兒個人音樂作品
| 年份 | 曲名                                 | 作詞   | 作曲   | 發行公司 |
| 2013 | 夢不一樣〈微電影《鮮我奇緣》主題曲〉 | 方文山 | 葛子毅 |          |

### 萊菈 Lyla／林珈安
- 本名：林珈安
- 原名：林靜如
- 英文名：Lyla
- 生日：1990年12月13日
- 經歷：

2006年曾為華研國際音樂女子團體花園精靈 Garden Sister一員
2006年2月演唱〈天外飛仙電視原聲帶〉─《古靈精怪》
2006年6月演唱〈東方茱麗葉電視原聲帶〉─《逆風》
2006年12月演唱〈花樣少年少女電視原聲帶〉─《謝謝愛》
2008年擔任少女流行雜誌〈NANA娜娜〉平面模特兒
2012年擔任Panasonic Beauty攜帶美容系列─睫毛捲翹梳代言人
2013年演出就是要你愛上我，飾演丁嘉愉
2015年演出張清峰導演執導電影風雲高手，和黃鴻升,王心凌,藤岡靛,馬如龍,廖峻,王樂妍等藝人一同演出。
2015年三立電視台軍官·情人飾演 艾美心

#### 林珈安個人音樂作品
| 年份 | 曲名                             | 作詞           | 作曲         | 發行公司     |
| 2006 | 古靈精怪〈天外飛仙電視原聲帶〉   | 吳艾倫 、林靜  | 王治平       | 華研國際音樂 |
| 2006 | 逆風〈東方茱麗葉電視原聲帶〉     | 于光中         | Mia palencia | 華研國際音樂 |
| 2006 | 謝謝愛〈花樣少年少女電視原聲帶〉 | 藍小邪         | 楊子樸(Venk) | 華研國際音樂 |
| 2014 | 帶我回家〈毛小孩公益活動主題曲〉 | 陳建寧、賴雅妍 | 陳建寧       | 魔耳國際娛樂 |

### 凱悌 Katie／張舜寧
- 本名：張舜寧[11]
- 英文名：Katie
- 生日：1984年4月25日
- 經歷：

2001年參與九人少女團體Young美眉，藝名叫張寧。
2008年參與TVBS-G「決戰第一名」(第2季)選拔 。
2012年擔任Panasonic Beauty攜帶美容系列─修容刀代言人。
2013年5月18日參加超級模王大道2踢館選手，模仿韓國歌手李孝利。
2013年加入八大綜合台 娛樂百分百的單元通告。
2014年7月和友人一同成立「Kfree Studio」運動休閒舞蹈教室。

## 音樂作品

### 數位單曲
|     | 單曲資料                                                                  | 曲目    | 發行商 |
| --- | ------------------------------------------------------------------------- | ------- | ------ |
| 1st | 首支數位單曲《So Long》 - 發行日期：2011年8月12日 - Rap詞由團員安柏兒創作 | So Long | Avex   |
| 2nd | 數位單曲《妳懂》 - 發行日期：2011年9月9日 - 詞、曲皆由團員林采欣創作      | 妳懂    | Avex   |
| 3rd | 數位單曲《花旦》 - 發行日期：2011年10月7日 - Rap詞由團員安柏兒創作        | 花旦    | Avex   |

### 迷你專輯
|     | 專輯資料                                             | 曲目 | 發行商   |
| --- | ---------------------------------------------------- | --- | -------- |
| 1st | 首張迷你專輯《Super Lover》 - 發行日期：2012年5月3日 | 1. Super Lover 2. 愛我像從前一樣(韓劇擁抱太陽的月亮片頭曲、中天戲劇雙城生活片頭曲) 3. 熱帶氣旋 4. Happy Hour 5. 甜蜜小迷信 | 種子音樂 |

### 電視原聲帶
| 電視劇     | 原聲帶資料                                                                             | 曲目                                                                                                  | 發行商 |
| ---------- | -------------------------------------------------------------------------------------- | --- | ------ |
| 華麗的挑戰 | - 民視、八大綜合台製播 - 發行日期：2012年2月24日 - 其他參與歌手：A-lin、Super Junior-M | - 05.未來（Future）- 陳玫希 - 06.愛你沒有太多理由（No Reason）- 林采欣 - 07.一場微醺（One））- Roomie | Avex   |

### 詞曲創作
註：僅註明成員創作部分
| 曲名               | 作曲   | 填詞           | Rap詞  | 演唱者       | 收錄專輯     |
| ------------------ | ------ | -------------- | ------ | ------------ | ------------ |
| 《She is a model》 |        | 林采欣         |        | 林采欣       | 我要自己加油 |
| 《晴天的雨滴》     | 林采欣 | 林采欣         |        | 林采欣       | 我要自己加油 |
| 《So Long》        |        |                | 安柏兒 | Roomie       | 數位單曲     |
| 《妳懂》           | 林采欣 | 林采欣         |        | Roomie       | 數位單曲     |
| 《花旦》           |        |                | 安柏兒 | Roomie       | 數位單曲     |
| 《Super Lover》    |        | 林采欣、林珈安 | 安柏兒 | Roomie       | Super Lover  |
| 《甜蜜小迷信》     |        | 林采欣、林珈安 |        | Roomie       | Super Lover  |
| 《習慣》           |        | 林采欣、米非   |        | 林采欣、米非 | 《永興行》   |

## MV
2011年首支數位單曲《So Long》：張舜寧、林采欣、陳玫希、安柏兒、林珈安

2011年數位單曲《妳懂》：凱悌、林采欣、陳玫希、安柏兒、林珈安

2012年首張迷你專輯《Super Lover》Super Lover：凱悌、林采欣、陳玫希、安柏兒、林珈安

2012年首張迷你專輯《Super Lover》愛我像從前一樣：林珈安

2013年李玟能不能 林珈安

## 戲劇

### 團體
- 2013年k歌情人夢飾演Roomie

### 林采欣
- 2013年三立電視台美味的想念飾演陸貝貝

### 林珈安
- 2013年三立電視台 就是要你愛上我飾演丁嘉愉
- 2015年三立電視台 軍官·情人飾演 艾美心

## 廣告代言
- 2012年Panasonic Beauty攜帶美容系列代言人[14]

## 電視榜單
- Channel [V]音樂飆榜，ROOMIE『Super Lover』前三名2012年5月22日
- Channel [V]音樂飆榜，ROOMIE『Super Lover』前五名2012年5月26日
- Channel [V]華語封神榜，ROOMIE『Super Lover』前十名2012年5月26日

## 獎項
| 年份   | 獲提名                | 獎項                                      | 結果 |
| ------ | --------------------- | ----------------------------------------- | ---- |
| 2013年 | Roomie《Super Lover》 | 《2013HITO流行音樂獎》 最受歡迎團體組合獎 | 提名 |

## 外部連結
- 凱悌 Katie的Facebook專頁
- 凱悌katie的新浪微博
- 林采欣 Bae的Facebook專頁
- 林采欣貝貝的新浪微博
- Mify米非的Facebook專頁
- 米非Mify的新浪微博
- 安柏兒amberyo的Facebook專頁
- 安柏兒AmberYo的新浪微博
- 林珈安Lyla的Facebook專頁
- 林珈安Lyla的新浪微博